# Kim Min-hyeok
Kim Min-hyeok (김민혁?; Seul, 27 febbraio 1992) è un calciatore sudcoreano, difensore del Buriram Utd.

## Carriera

### Club
Ha debuttato fra i professionisti con il Sagan Tosu l'8 marzo 2014, disputando l'incontro di J1 League vinto 0-1 contro l'Urawa Reds.

## Palmarès

### Club

#### Competizioni nazionali
- Campionato sudcoreano: 2

Jeonbuk Hyundai: 2019, 2020
- Coppa della Corea del Sud: 1

Jeonbuk Hyundai: 2020
- Thai League: 2

Buriram United: 2023-2024, 2024-2025
- Thai FA Cup: 1

Buriram United: 2024-2025

### Nazionale
- Giochi asiatici: 1

2014